# Abbatiale Saint-Volusien de Foix
Ne pas confondre avec l'Église Saint-Volusien de Savignac, en Haute-Ariège.
L'abbatiale Saint-Volusien de Foix est une église abbatiale située dans la ville de Foix, département de l'Ariège, en France. Si elle existait déjà au XIIe siècle, elle fut reconstruite et rénovée à plusieurs reprises.

## Histoire
Des chanoines réguliers de saint Augustin prennent possession en 1104 d'une abbaye abritant les reliques de saint Volusien. C'est alors que la construction d'une vaste église à trois nefs, comprenant un transept, est entreprise. Au XIVe siècle, le chevet roman est remplacé par un nouveau chœur de forme polygonale.
L'édifice est ruiné pendant les guerres de Religion ; les reliques sont brûlées. Les travaux de reconstruction sont entrepris à partir de 1609, et sont vraisemblablement achevés vers 1670 (voûte).
De l'église médiévale, il subsiste principalement le portail et la base des murs de la nef. L'église est finalement classée au titre des monuments historiques par arrêté du 30 juillet 1964.

## Les orgues
Il existait déjà un orgue dans cette abbatiale en 1502, mais on ne sait pas grand chose de celui-ci.
On y trouve aujourd'hui un orgue romantique de 40 jeux construit par Leroy-Legendre & Fermis père & fils en 1869 et restauré par l'entreprise Lucien Simon et Jean-Pascal Villard en 2004.
L'orgue de tribune, son buffet et sa partie instrumentale sont classés aux monuments historiques depuis le 17 octobre 1997,,.
Au sol de l'édifice, près des stalles se trouve l'orgue de chœur de l'abbatiale. Il a été construit par Fermis, après le grand orgue.
Dans les années 80, l'orgue a été restauré par Claude Armand, facteur d'orgues à Ganac. Il fut aussi placé dans une chapelle près du chœur, il était à l'époque très loin de ce dernier.

## Mobilier

### Extérieur
Sont inscrits à l'inventaire des monuments historiques :
- Une cloche en bronze datant du XVIIIe siècle[8].

#### Cloches de l'abbatiale

##### Cloche 1
Nom: Jeanne-Paule
Note: Fa3
Diamètre: 112 cm
Épaisseur: 83
Profil lourd

##### Cloche 2
Nom: Jean Baptiste
Fondeur: Anonyme
Année: 1805
Diamètre: 87
Épaisseur: 61
Profil moyen

##### Cloche 3
Nom: Conception (remplace une cloche anciennement placée à la chapelle Notre Dame de Montgauzy de 1641)
Note: Do4
Fondeur: Bollée à Orléans
Année: 1982
Diamètre: 67 cm
Épaisseur: 50
Profil lourd
Les trois cloches sont montées sur des jougs demoiselles du fondeur Barnabé Martin. Elles étaient à l'époque en volée tournante, avant que l'électrification en passe par là.
Ce sont 3 demoiselles amputées.[Interprétation personnelle ?]

### Intérieur
De nombreux objets sont inscrits à l'inventaire des monuments historiques.

## Liste des abbés
- Gilles Rieux (2002-2015)[10] ;

- Serge Billot (2015-2020)[11] ;

- Édouard de Laportalière (depuis 2020)[12].

## Galerie

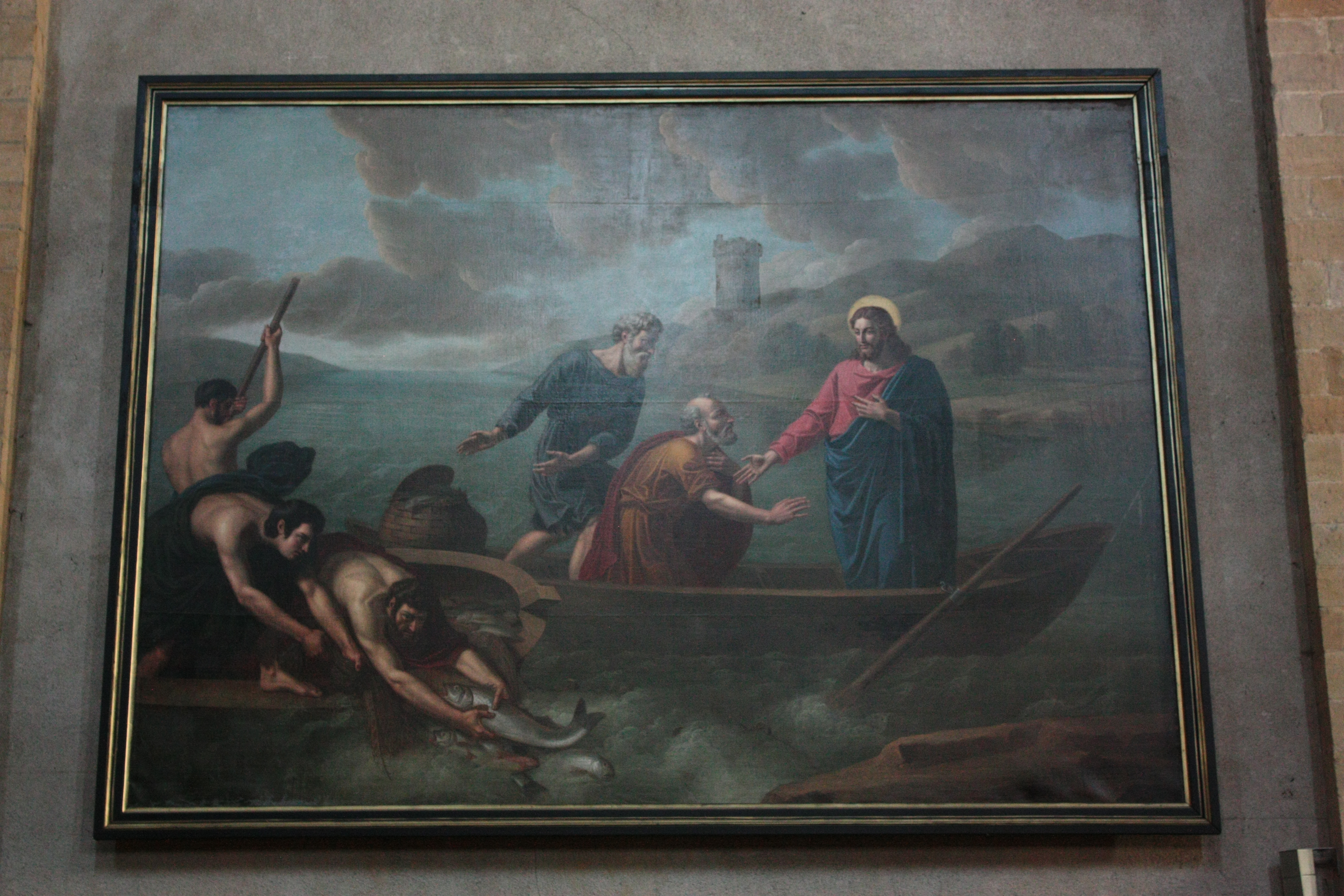
La Pêche miraculeuse (1820).
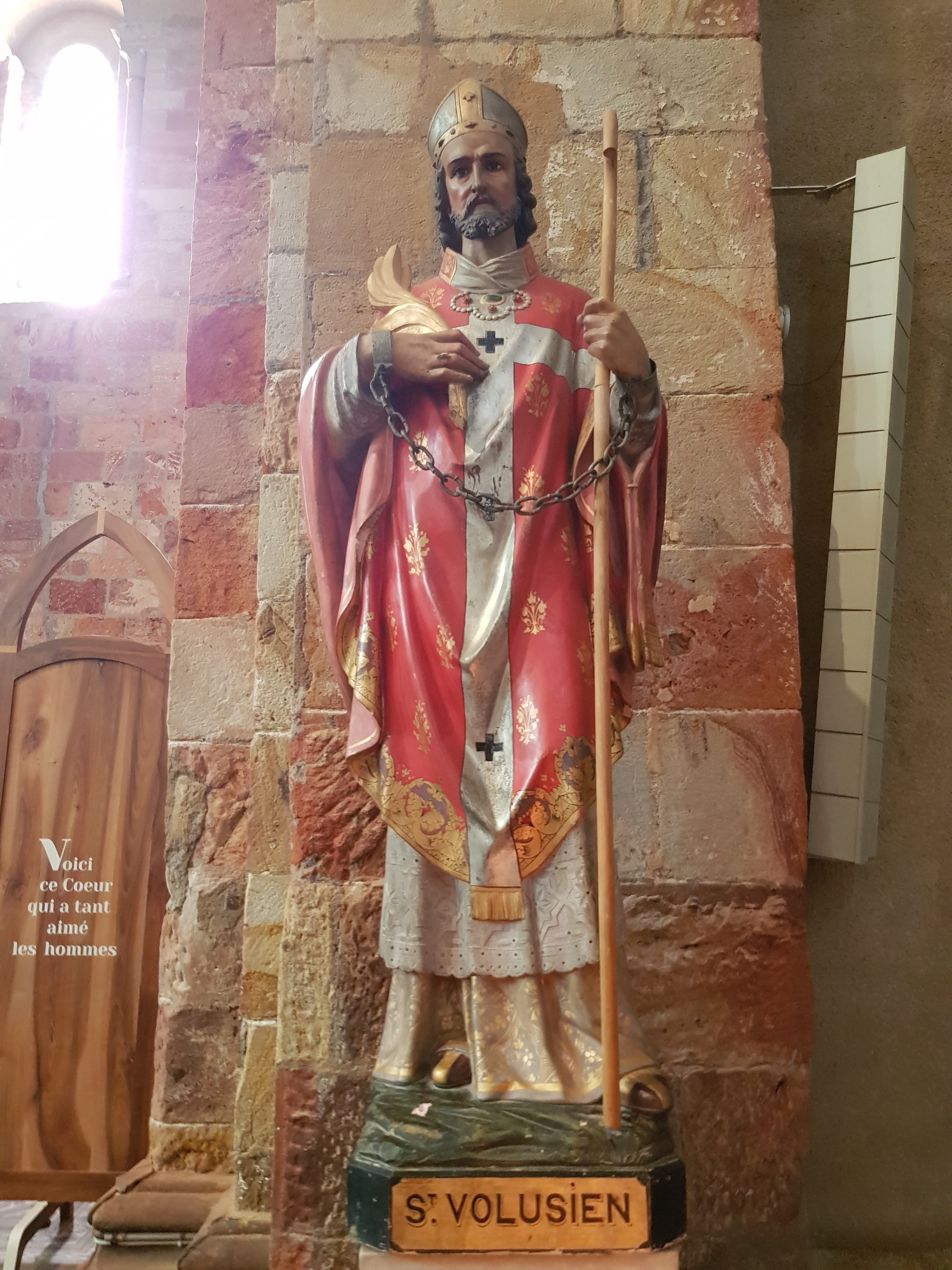
Représentation de Saint-Volusien à l'Abbatiale Saint-Volusien de Foix.
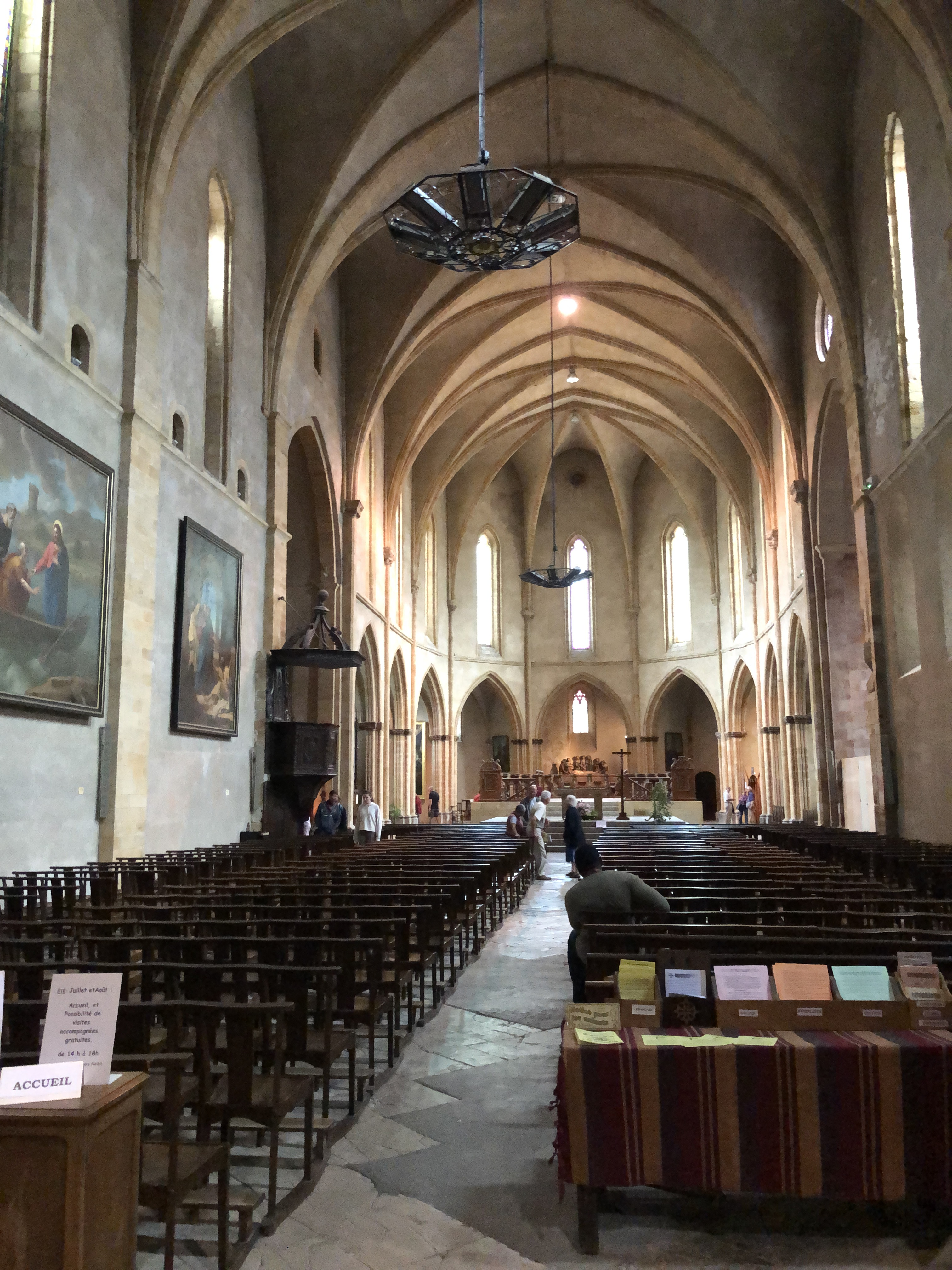
La nef.
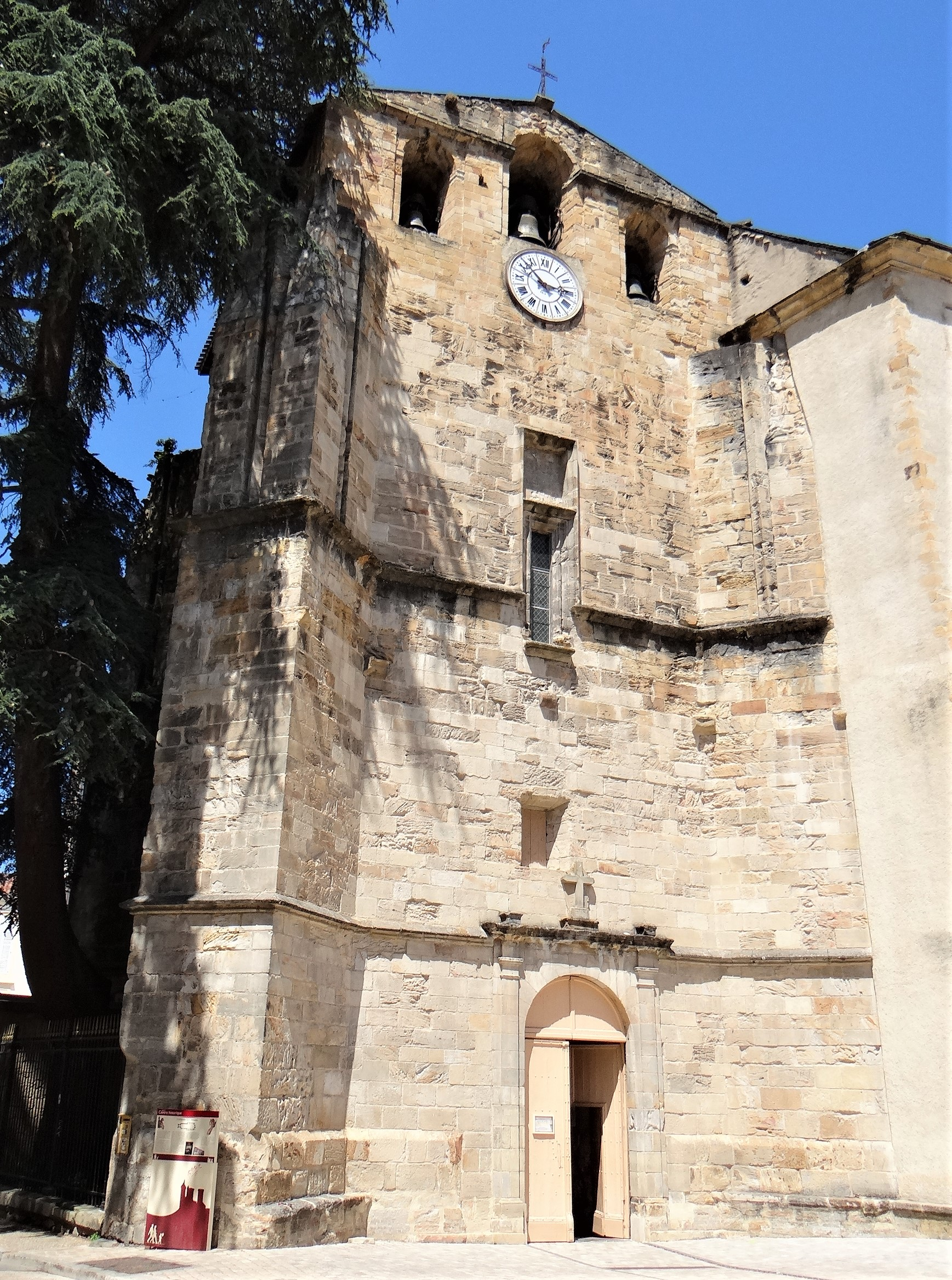
Tour-porche de l'entrée.
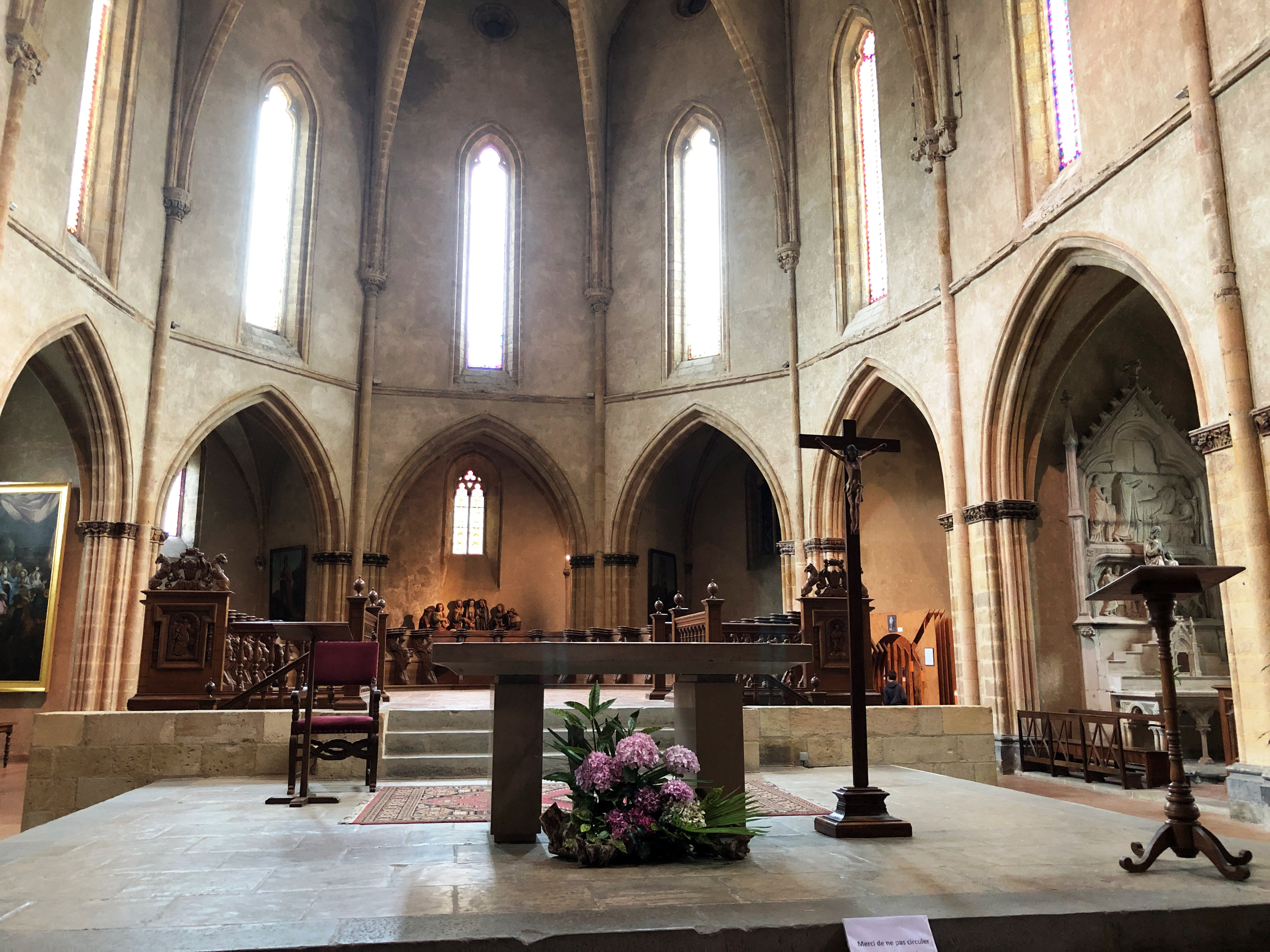
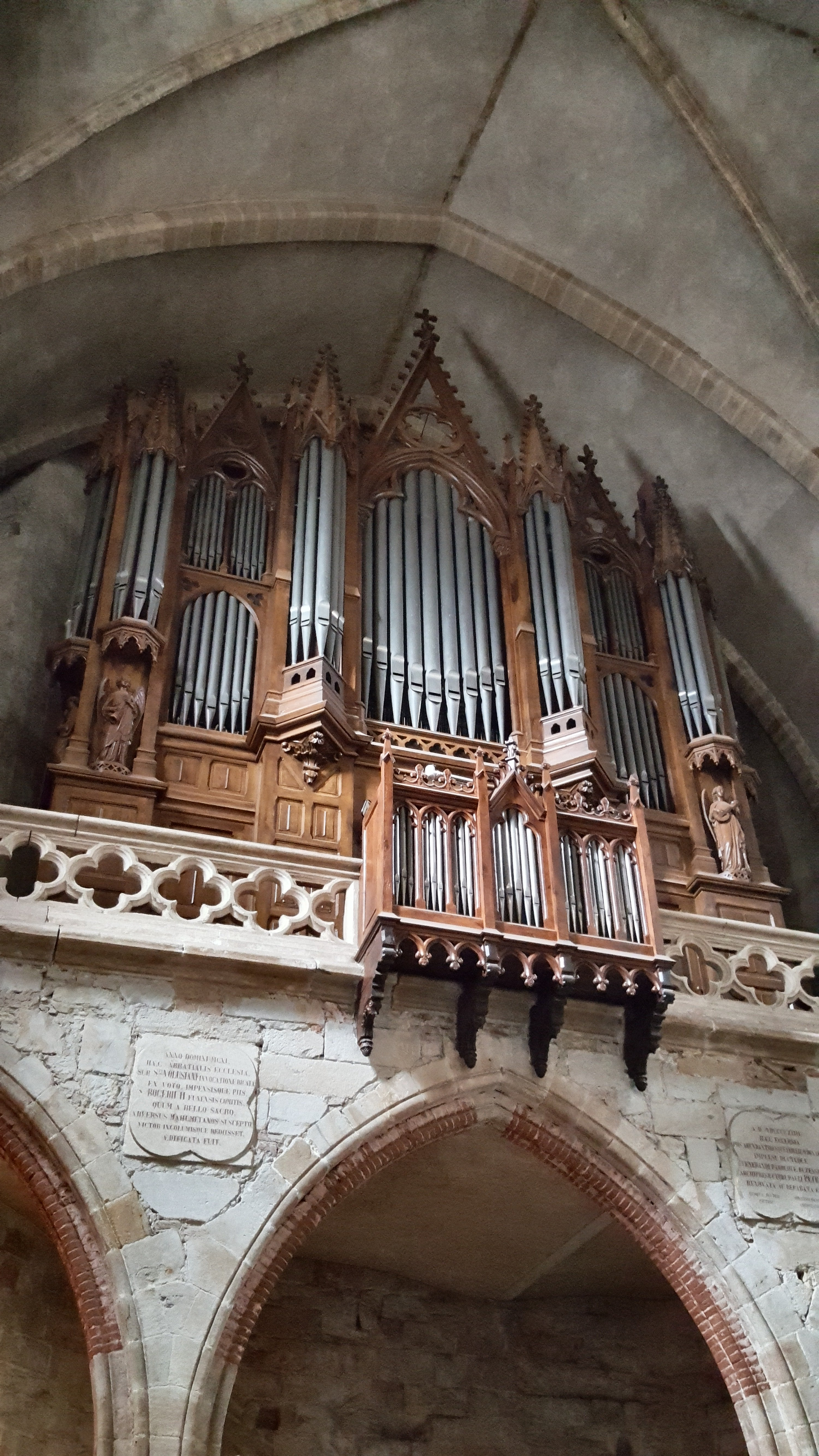
Orgue.